# Ейпріл Маллен
Ейпріл Маллен (нім. April Mullen) — канадська акторка, режисер, продюсер і сценарист.

## Біографія

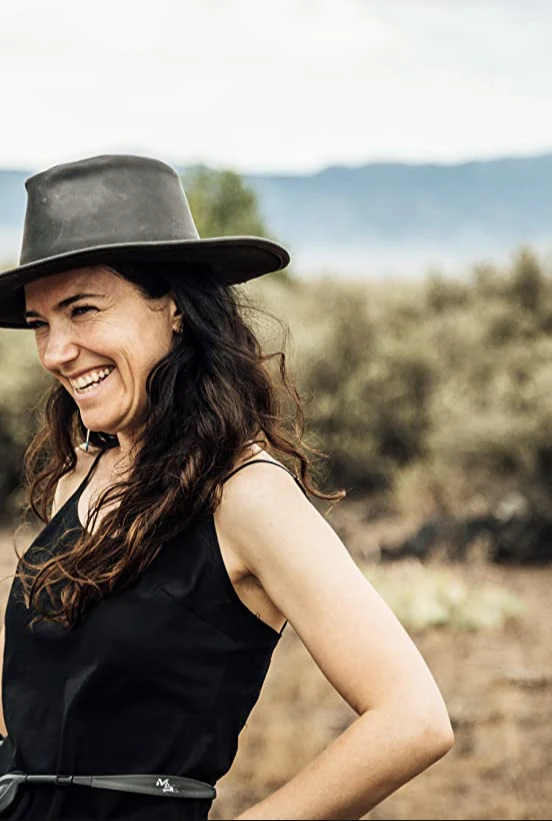
Маллен під час зйомок фільму «Вандер» (2020).

Виросла в Ніагара-Фоллс. У 2012 році Маллен стала першою жінкою, яка зняла повністю стереоскопічний 3D-фільм «Найстрашнійший фільм 3D». В 2015 році вона зняла повнометражний грайндхаусний фільм «88» у стилі неонуар.
Маллен попросили прокоментувати, коли дослідження «Жінки на екрані» дійшли висновку, що канадські жінки здебільшого сідають у режисерське крісло в невеликих кіно- та телевізійних проектах, а чоловіки — у великобюджетних проектах. Маллен також прокоментувала перспективу, яку жінки привносять у кіновиробництво за об’єктивом: «Жінки мають цю вразливість і зв’язок із глибиною емоцій, які я бачу й відчуваю в певні моменти правди у фільмах, які ми створюємо. Для мене жіночий погляд — це прозорість, а завіса між глядачами та режисером тонка, і це дозволяє людям отримати більше.»
В 2016 році Маллен зняла фільм «Нижче її губ», який був офіційним відбором на Міжнародному кінофестивалі в Торонто. Вона була однією з кількох лауреатів премії Birks Diamond Tribute, присвяченої канадським жінкам у кіно під час фестивалю. The Globe and Mail описав її «жіночий погляд» на фільм. Після фестивалю 2016 року вона підписала контракт з Verve.
В 2017 році Маллен зняла повнометражний бойовик «Бедсвілль», в 2020 році — повнометражний трилер «Вандер», в 2023 році — науково-фантастичний фільм «Симулянт».
Живе в Лос-Анджелесі.

## Фільмографія
| Рік       | Назва                                        | Роль                 | Режисер | Продюсер | Сценарист | Примітки                              |
| --------- | -------------------------------------------- | -------------------- | ------- | -------- | --------- | ------------------------------------- |
| 2000      | Дамський угодник                             | Молода коханка       |         |          |           | Кінофільм                             |
| 2003      | 1-800-Зникнення                              | Кара Креншо          |         |          |           | Серіал                                |
| 2004      | 72 години: Справжній злочин                  | Рейчел Емері         |         |          |           | Серіал                                |
| 2004      | Cavedweller                                  | Діді                 |         |          |           | Кінофільм                             |
| 2004      | Suburban Madness                             | Джессі Джеймс        |         |          |           | Телефільм                             |
| 2005      | Rose                                         | Ваніша               |         |          |           | Телефільм                             |
| 2005      | Виправдана жорстокість                       | Дівчина в закусочній |         |          |           | Кінофільм                             |
| 2007      | Rock, Paper, Scissors: The Way of the Tosser | Голлі Бревер         | Так     | Так      | Так       | Кінофільм                             |
| 2009      | Howie Do It                                  | Акторка              |         |          |           | Серіал (8 епізодів)                   |
| 2010      | GravyTrain                                   | Міс Ума Бума         | Так     | Так      |           | Кінофільм                             |
| 2011      | Scare Tactics                                | Акторка              |         |          |           | Телефільм                             |
| 2011      | Papillon                                     | Монахиня             |         |          |           | Телефільм                             |
| 2012      | Good God                                     | Кеті Дункан          |         |          |           | Серіал (10 епізодів)                  |
| 2012      | Найстрашнійший фільм 3D                      | Бекі Фордс           | Так     | Так      |           | Кінофільм                             |
| 2013      | Making of Dead Before Dawn 3D                |                      |         | Так      |           | Короткометражний документальний фільм |
| 2015      | 88                                           | Леммі                | Так     |          | Так       | Кінофільм                             |
| 2015      | Farhope Tower                                | Зое                  | Так     |          |           | Кінофільм                             |
| 2016      | Aftermath                                    |                      | Так     |          |           | Серіал                                |
| 2016      | Real Detective                               |                      | Так     |          |           | Документальний серіал                 |
| 2016-2017 | Кіллджойс                                    |                      | Так     |          |           | Серіал                                |
| 2016      | Нижче її губ                                 |                      | Так     |          |           | Кінофільм                             |
| 2017      | Бедсвілль                                    |                      | Так     |          |           | Кінофільм                             |
| 2017      | Bellevue                                     |                      | Так     |          |           | Серіал                                |
| 2017      | Вайнона Ерп                                  |                      | Так     |          |           | Серіал                                |
| 2018      | Imposters                                    |                      | Так     |          |           | Серіал                                |
| 2018      | Легенди завтрашнього дня                     |                      | Так     |          |           | Серіал                                |
| 2018      | Смертельна зброя                             |                      | Так     |          |           | Серіал                                |
| 2018-2019 | Новобранець                                  |                      | Так     |          |           | Серіал                                |
| 2019      | Викуп                                        |                      | Так     |          |           | Серіал (1 епізод)                     |
| 2020      | Вандер                                       |                      | Так     |          |           | Кінофільм                             |
| 2023      | Симулянт                                     |                      | Так     |          |           | Кінофільм                             |

## Нагороди
В 2016 році Маллен була додана на Стіну слави мистецтва та культури Ніагара-Фоллс.